# Кубок Фінляндії з футболу 2013
Кубок Фінляндії з футболу 2013 — 59-й розіграш кубкового футбольного турніру в Фінляндії. Титул вдруге здобув РоПС.

## Календар
| Раунд           | Дата                        |
| --------------- | --------------------------- |
| Перший раунд    | 5 січня - 5 лютого 2013     |
| Другий раунд    | 27 січня -28 лютого 2013    |
| Третій раунд    | 20 лютого - 13 березня 2013 |
| Четвертий раунд | 16 березня - 3 квітня 2013  |
| П'ятий раунд    | 5-17 квітня 2013            |
| 1/8 фіналу      | 24-25 квітня 2013           |
| Чвертьфінали    | 20 травня 2013              |
| Півфінали       | 17 серпня 2013              |
| Фінал           | 28 вересня 2013             |

## П'ятий раунд
| Команда 1           | Рахунок         | Команда 2      |
| ------------------- | --------------- | -------------- |
| 5 квітня 2013       |                 |                |
| ГІК                 | 2:1             | Яро            |
| 6 квітня 2013       |                 |                |
| ЛПС (3)             | 1:1 дч пен. 6:7 | Їіппо (2)      |
| РоПС                | 2:2 дч пен. 5:3 | Інтер (Турку)  |
| 7 квітня 2013       |                 |                |
| КТП (3)             | 0:4             | Марієгамн      |
| 9 квітня 2013       |                 |                |
| ПК-35 Вантаа (2)    | 1:2             | ВПС            |
| МюПа                | 0:1             | Гонка          |
| 10 квітня 2013      |                 |                |
| Віікінгіт (4)       | 0:1             | Джазз (3)      |
| 13 квітня 2013      |                 |                |
| ТП-47 (3)           | 2:4             | ТПВ (3)        |
| Паллосеура Кемі (3) | 3:0             | ГБК (3)        |
| 17 квітня 2013      |                 |                |
| КооТееПее (2)       | 2:1             | Паллогонка (3) |
| Гака (2)            | 4:0             | КяПа (3)       |
| Клубі-04 (3)        | 0:1             | БК-46 (3)      |

## 1/8 фіналу
| Команда 1           | Рахунок        | Команда 2 |
| ------------------- | -------------- | --------- |
| 24 квітня 2013      |                |           |
| Паллосеура Кемі (3) | 0:2            | ВПС       |
| ТПВ (3)             | 1:3            | Гака (2)  |
| 25 квітня 2013      |                |           |
| БК-46 (3)           | 0:0дч пен. 1:4 | Ювяскюля  |
| ТПС                 | 2:3 дч         | Марієгамн |
| Джазз (3)           | 1:0            | Їіппо (2) |
| КооТееПее (2)       | 0:1            | Гонка     |
| Лахті               | 1:2            | КуПС      |
| РоПС                | 1:0            | ГІК       |

## Чвертьфінали
| Команда 1      | Рахунок | Команда 2 |
| -------------- | ------- | --------- |
| 20 травня 2013 |         |           |
| Джазз (3)      | 0:3     | РоПС      |
| Гонка          | 1:2     | Марієгамн |
| ВПС            | 0:2     | Ювяскюля  |
| Гака (2)       | 1:2 дч  | КуПС      |

## Півфінали
| Команда 1      | Рахунок | Команда 2 |
| -------------- | ------- | --------- |
| 17 серпня 2013 |         |           |
| РоПС           | 4:0     | Марієгамн |
| Ювяскюля       | 0:1     | КуПС      |

## Фінал
| 28 вересня 2013 15:30 (EEST) |

| РоПС             | 2:1      | КуПС              |
| ---------------- | -------- | ----------------- |
| Кокко 78' (пен.) | Протокол | Воутілайнен 90+1' |

| «Сонера», Гельсінкі Глядачів: 4 032 Арбітр: Антті Мунукка |